# Гюнтер Лойпольд
Гюнтер Лойпольд (нім. Günter Leupold; 11 лютого 1921, Кіттнау — 20 грудня 2001, Ганновер) — німецький офіцер-підводник, оберлейтенант-цур-зее крігсмаріне.

## Біографія
1 жовтня 1938 року вступив на флот. З жовтня 1941 року — 1-й вахтовий офіцер на підводному човні U-355. В липні-вересні 1943 року пройшов курс командира човна. З 1 жовтня 1943 року — командир U-1059. 12 лютого 1944 року вийшов у свій перший і останній похід. 19 березня U-1059 був потоплений південно-західніше Кабо-Верде (13°10′ пн. ш. 33°44′ зх. д.) глибинними бомбами бомбардувальників «Евенджер» і «Вайлдкет» з ескортного авіаносця ВМС США «Блок Айленд». 47 членів екіпажу загинули, 8 (включаючи Лойпольда) були врятовані і взяті в полон.

## Звання
- Кандидат в офіцери (1 жовтня 1938)
- Морський кадет (1 липня 1939)
- Фенріх-цур-зее (1 грудня 1939)
- Оберфенріх-цур-зее (1 серпня 1940)
- Лейтенант-цур-зее (1 квітня 1941)
- Оберлейтенант-цур-зее (1 квітня 1943)